# Norsk Stålpress
Norsk Stålpress AS är ett norskt företag i Breiviken i Bergen, som gjort sig känt som tillverkare av bordsbestick i rostfritt stål.
Finn Henriksen (1925–2004) grundade företaget 1947 i Møhlenpris i Bergen tillsammans med en kompanjon. Företaget flyttade till Breiviken 1956 och började där med tillverkning av bordsbestick i rostfritt stål med formgivning av Erik Herlow (1913–1991) och Tias Eckhoff. Som mest hade företaget på 1970-talet drygt ett hundra anställda i Bergen och drygt ett hundra anställda i en filialfabrik på ön Sotra. Den av Tias Eckhoff formgivna bestickserien Maya blev en storsäljare och klassiker. Norsk Stålpress tillverkade också perioden 1968–1993 matbestick till SAS.
Knivproduktionen flyttade till Japan omkring 1980 och en annan del av produktionen flyttades från 2003 till Sydkorea.  Företaget marknadsförde sig under namnet Norstaal från 1990-talet. Dottern Kari Helen Bell tog över företaget efter Finn Henriksens död 2004. Besticksförsäljningen övertogs 2007 av Stelton och besticken säljs sedan dess under namnet Stelton Norstaal.
Norsk Stålpress är idag ett fastighets- och grosshandelsbolag.

## Produkter i urval
- Bestickserien Inka, formgiven av Erik Herlow
- Bestickserien Maya, formgiven av Tias Eckhoff, 1961
- Bestickserien Una, formgiven av Tias Eckhoff, 1973
- Bestickserien Tiki, formgiven av Tias Eckhoff, 1974
- Bestickserien Aztek, formgiven av Donald A. Wallance (1909–1990), 1965
- Bestickserien Magnum, formgiven av Donald A. Wallance, 1968
- Bestickserien Miranda, formgiven av Pål Vigeland (född 1944)
- Bestickserien Chaco, formgiven av Tias Eckhoff,1990
- Bestickserien EM, formgiven av Erik Magnussen 1995